# Dume (vattendrag i Kongo-Kinshasa)
Dume är en flod i Kongo-Kinshasa, ett biflöde till Mbomou. Den rinner genom provinsen Bas-Uele, i den norra delen av landet, 1 500 km nordost om huvudstaden Kinshasa.